# فریتز وایلد
فریتز وایلد (انگلیسی: Fritz Wilde; ۴ ژوئیهٔ ۱۹۲۰ – ۲۵ اوت ۱۹۷۶) بازیکن فوتبال بود.
از باشگاه‌هایی که در آن بازی کرده‌است می‌توان به باشگاه شارلوتنبرگ برلین، باشگاه فوتبال گروتر فورث، باشگاه فوتبال سن پائولی، و باشگاه فوتبال آینتراخت بامبرگ اشاره کرد.